# Louis-Nicolas Clérambault
Louis-Nicolas Clérambault (19. prosince 1676 – 26. října 1749, Paříž) byl francouzský hudební skladatel a varhaník.

## Biografie
Louis-Nicolas Clérambault se narodil 19. prosince roku 1676 v hlavním městě Francie, Paříži. Jeho otec Dominique Clérambault hrál ve slavném souboru téměř pětadvaceti houslistů, jež hrál i pro francouzského krále; je tedy pravděpodobné, že základům hudební teorie, kompozice a hry na nástroj se naučil právě od svého otce. Profesionálního vzdělání se mu dostalo velmi štědře, hře na varhany ho učil Andre Raison, francouzský barokní varhaník a skladatel, jež měl na francouzskou hudbu velký vliv. Skladbu studoval u francouzského barokního skladatele Jeana-Baptisty Moreau, jenž byl hudebním mistrem na dvoře Ludvíka XIV. Ovlivněn byl také italským skladatelem a varhaníkem Arcangelem Corellim. Později byl jmenován do funkce varhaníka v Saint Louise a stal se členem hudebníků ve Versailles, jež organizovali hudbu pro krále na soukromých koncertech. Odtud také pochází domněnka o sponzorských darech od Ludvíka XIV. nadanému umělci.

## Kompozice a dílo
Co se týče Clérambaultovy kompozice, skládal převážně hudbu, která nikterak nenarušovala zavedené hudební principy a zřejmě tak neměl šanci příliš ovlivnit francouzskou hudbu. Jeho skladby byly však líbivé a odpovídaly tehdejším požadavkům francouzského lidu. Užíval italského stylu kompozice s přídavky francouzského, tudíž se ve spojitosti s jeho skladbami mluví o propojení obou kompozičních stylů. Proslavily ho především kantáty, jichž zkomponoval okolo pětadvaceti, dále moteta či instrumentální skladby. Zkomponoval také vokální skladby, chorály, symfonie či mši. Za vrcholné dílo je považována Livre d'orgue, lze přeložit jako Kniha varhan, z roku 1710 či Le Soleil, Vainqueur des Nuages (Slunce, Přemožitel Mraků).
Patřil mezi první skladatele, jež začali pojmenovávat své sonáty. Mnoho svých motet napsal pro dívčí sbory, jelikož se stal učitelem a varhaníkem ve škole pro dcery vojenských důstojníků v Saint Cyr. Většina jeho skladeb byla prováděna na dvoře francouzského krále či v Saint-Cyr. V roce 1697 vyšla jeho sbírka Book of Airs (Kniha popěvků), o pět let později potom Book of Harpsichord (Sbírka skladeb pro cembalo). V roce 1745, tedy čtyři roky před svou smrtí napsal skladbu Le départ du Roi.

## Vybraná (hudební) díla

### Kantáty
- 1710 L'Amour et Bacchus, cantata
- 1710 L'Amour Piqué par une Abeille, cantata
- 1710 Médée, cantata for voice & ensemble
- 1713 Alphée, cantata for soprano, viola da gamba & continuo
- 1713 La Musette, cantata for voice, musette & continuo
- 1713 La Triomphe de la Paix, cantata
- 1713 Léandre et Héro, cantata
- 1716 Apollon, cantata
- 1716 L'Isle de Délos, cantata
- 1716 La Mort D'Hercule, cantata
- 1716 La Muse de L'Opéra, cantata
- 1720 Apollon et Doris, cantata

### Moteta
- Domine ante te, motet for 2 voices and choir
- De profundis clamavi (Psalm 129), motet for 2 voices and choir
- Domine ante te, motet for 2 voices and choir
- Exultate Deo (Psalm 80), motet for 2 voices
- Factum est silentium in caelo, motet for solo voice
- Gloria in excelsis Deo, motet for solo voice
- Hodie Christus natus est, motet for 2 voices and choir
- Immolabit haedum, motet for 2 voices and choir
- Miserere, 3-part motet
- 1713 Pirâme et Tisbé, cantata
- 1729 Motet pour le Roy, la Reine et le Dauphin: Exultet in Domino
- O deliciis affluens, motet for alto, tenor & continuo, C. 109
- O piissima, o sanctissima, motet for alto, tenor, bass & continuo, C. 135
- Panis angelicus, motet for alto, tenor, bass & continuo, C. 131
- Zephire et Flore, cantata

### Sonáty
- Sonata L'impromptu
- Sonata La félicité

### Mše
- Suite du deuxième ton, alternated with chant from a Benedictus

### Suity
- Suite du deuxième ton, for organ
- Suite du premier ton
- Suite du premier ton, alternated with chant from a Magnificat
- Suite for harpsichord No. 2 in C minor